# Oreoderus insularis
Oreoderus insularis är en skalbaggsart som beskrevs av Ricchiardi 2000. Oreoderus insularis ingår i släktet Oreoderus och familjen Cetoniidae. Inga underarter finns listade i Catalogue of Life.